# Beşiktaş Jimnastik Kulübü (handball)
Maillots
La section handball du Beşiktaş Jimnastik Kulübü est un club de handball situé à Istanbul en Turquie.
Actuellement, le club évolue en Championnat de Turquie.

## Palmarès
- Championnat de Turquie (17) : 1980, 1981, 2005, 2007, 2009, 2010, 2011, 2012, 2013, 2014, 2015, 2016, 2017, 2018, 2019, 2022, 2024 
  - Vice-champion (3) : 1996, 2006 ,2021
- Coupe de Turquie (16) : 1999, 2001, 2005, 2006, 2009, 2010, 2011, 2012, 2014, 2015, 2016, 2017, 2018, 2019, 2023, 2024 
  - Finaliste (2) : 1998, 2007
- Supercoupe de Turquie (15) : 1980, 1981, 2005, 2006, 2007, 2010, 2012, 2014, 2015, 2016, 2017, 2018, 2019, 2023, 2024
  - Finaliste (4) : 1999, 2001, 2011, 2013

## Personnalités liées au club
- Ramazan Döne : joueur depuis ?
- Darko Ðukić : joueur de 2015 à 2016, élu meilleur espoir de la Ligue des champions 2015-2016
- Aco Jonovski : joueur de 2008 à 2010
- Ivan Ninčević : joueur depuis 2014
- Nemanja Pribak : joueur depuis 2015
- Vedran Zrnić : joueur de 2014 à 2015

1. ↑  Seuls les principaux titres en compétitions officielles sont indiqués ici.